# 新宿泥棒日記
『新宿泥棒日記』（しんじゅくどろぼうにっき）は、1969年に公開された、大島渚監督の映画作品である。白黒の94分でパート・カラー、スタンダード。創造社制作、ATG配給。

## 概要
一九六八年夏の土曜日午后五時半、新宿の紀伊國屋書店。青年（横尾忠則）が本を万引きして店を出ると、彼の手首を若い女（横山リエ）の手が掴む。彼女は店員として彼を社長田辺茂一氏のところへ突き出すのだった。青年は女に「明日また」と再犯を予告して実行し、女は青年をまた社長の前へ突き出す。社長は自著『裸像との対話』を青年に「謹呈」して、万引きをいちいち連れてこなくていいと女に言う。女は「このお店と社長さんが好き」な偽店員なのであった。
青年は万引きをして女に手を捕まれたときに「あやうく射精しそう」なほど亢奮し、一方の女も偽店員をとても楽しそうに演じるのだが、ふたりはいざ性交をしても、「ぜんぜん」盛り上がらず、困ってしまう。この状況を打開すべく、彼らは性科学者高橋鐵氏のもとを訪ねて話を聞いたり、飲み屋で創造社の俳優諸氏のセックス談義を聴いたりするが、どうもピンと来ない。
ふたりの物語は、セックスとは何かを問いながら、当時のアンダーグラウンド文化のなかで幻想的な展開を見せてゆく。

## スタッフ
- 製作 - 中島正幸
- 脚本 - 田村孟、佐々木守、足立正生、大島渚
- 撮影 - 吉岡康弘、仙元誠三
- 美術 - 戸田重昌
- 録音 - 西崎英雄
- 音響効果 - 鈴木明
- 装飾 - 荒川大
- 助監督 - 小笠原清
- 製作補 - 山口卓治
- 録音所 - アオイスタジオ
- 現像 - 東洋現像所
- 協力 - 株式会社紀伊國屋書店、ノア・ノア、レストラン・モカ、ハイチャミー
- タイトル文字 - 加藤郁乎
- 監督、編集 - 大島渚

## 配役
- 岡ノ上鳥男と名のる青年 - 横尾忠則
- 鈴木ウメ子と呼ばれる女 - 横山リエ
- 紀伊國屋書店社長 田辺茂一 - 田辺茂一
- 性科学者 高橋鉄 - 高橋鉄
- 俳優 佐藤慶 - 佐藤慶
- 俳優 渡辺文雄 - 渡辺文雄
- 俳優 戸浦六宏 - 戸浦六宏
- 劇団状況劇場主宰者 唐十郎 - 唐十郎
- 劇団状況劇場の人たち - 麿赤兒、李礼仙、大久保鷹、不破万作、九頭登、藤原マキ、山中広介
- ウメ子の恋人らしい青年 - 四谷シモン
- 戸浦氏と情事する女性 - 若林美宏